# Pirat (opera)
Pirat – dwuaktowa opera tragiczna Vincenza Belliniego z librettem Felice Romaniego.

## Osoby
- Ernest (Ernesto) – baryton
- Imogena (Imogene) – sopran
- Walter (Gualtiero) – tenor
- Itulbo – tenor
- Gotfryd (Goffredo) – bas
- Adela (Adele) – sopran

## Historia utworu
Pirat powstał na zamówienie impresaria La Scali Domenica Barbai, które Bellini zdobył dzięki powodzeniu swojej poprzedniej opery Bianka i Gernando. Autorem libretta został Felice Romani, jeden z najwybitniejszych twórców tego gatunku. Współpraca z Romanim dała łącznie siedem oper, aż do przedostatniego dzieła Belliniego – Beatrycze z Tendy. Pirat odniósł ogromny sukces – miał 15 przedstawień w La Scali, wystawiono go na wielu scenach zagranicznych. Występowali w tym utworze wielcy śpiewacy pierwszej połowy XIX w., m.in. tenor Giovanni Battista Rubini, sopran Henriette Méric-Lalande i baryton Antonio Tamburini. Nie uchroniło to jednak opery przed zapomnieniem, długo niewystawiana pojawiła się na scenie dopiero w 1935 roku w Rzymie. 
W 1958 Pirat powrócił na scenę teatru La Scala, gdzie partię Imogeny wykonała Maria Callas, odnosząc wielki sukces. Callas zaśpiewała tę partię również w koncertowych wykonaniach w Nowym Jorku i Waszyngtonie. Wybitną wykonawczynią partii Imogeny była też Montserrat Caballé. Mimo że uznawany za wielkie dzieło, Pirat jest wystawiany rzadko, co spowodowane jest ogromną trudnością partii głównych bohaterów opery.

## Nagrania
| Obsada (Imogena, Ernest, Walter)                     | Dyrygent        | Orkiestra, chór                             | Wytwórnia | Rok nagrania | Uwagi            |
| ---------------------------------------------------- | --------------- | ------------------------------------------- | --------- | ------------ | ---------------- |
| Maria Callas, Pier Miranda Ferraro, Costantino Ego   | Nicola Rescigno | Orkiestra i Chór American Opera Society     | EMI       | 1959         | Nagranie na żywo |
| Montserrat Caballé, Flaviano Labò, Piero Cappuccilli | Erasmo Ghiglia  | Orkiestra i Chór Maggio Musicale Fiorentino | G. O. P.  | 1967         | Nagranie na żywo |